# 현악 사중주 11번 (베토벤)
《현악 사중주 11번 바단조, 작품 번호 95》는 루트비히 판 베토벤에 의해 쓰인 현악 사중주로, “세리오소”라는 별칭을 갖고 있다. 

## 개요
베토벤의 중기 말인 1810년의 후반기에 작곡된 이 사중주는 베토벤의 작품, 그리고 실제로 실내악의 전체 레퍼토리에서 독특하다고 볼 수 있는 데, 간결하고 매우 격렬한 과정 속에는 낭만주의 시대를 훨씬 더 내다보는 조화로운 실험들을 포함하고 있다. 예를 들어 세 번째 악장은 바단조의 으뜸음에서  가장 먼 조성 관계인 내림나단조까지 진행된다. 그러나 그 화난 몸짓의 간결함 속에서 그것은 낭만적이지 않다.
일반적으로 "세리오소"라고 불리는 이 사중주의 별칭은, 작품 안에서 시작에서의 그의 제목 “세리오소 사중주”(Quartetto Serioso)와 3악장의 템포 지시 용어로부터 유래한 것이다. 그 제목처럼 "태도나 표정이 과하게 심각한" 사중주이며, 작곡가의 칸타빌레 시기의 특유의 짧고 집약 된 형식을 가진다. 그러나 가요적인 요소가 적고, 어디까지나 순수 기악으로 음악은 진행된다. 음악은 짧고 매우 유기적으로 낭비를 생략한 구성을 취하지만, 때로는 무의미하다고도 할 수 있는 단편이 삽입되기도 하는데, 이것은 오히려 곡의 진지함을 높이고 있으며, 그것에 다른 요소를 삽입하거나 긴장감을 이완할 여지를 주지 않는다.
완성된 사중주의 초연은 1814년 5월에 빈에서 슈판치히 사중주단에 의해 이루어졌다. 악보의 초판은 1816년 12월에 빈의 슈타이너 출판사를 통해 간행되었고. 헌정은 그의 후원자 중 한명이었던 니콜라우스 츠메스칼폰 도마노베츠 남작에게 이루어졌다. 베토벤은 이 작품 이후, 1825년에 《12번 사중주, 작품 번호 127》을 작곡할 때까지 약 14년 동안, 현악 사중주의 작곡에 착수하지 않고 있다.
이 사중주는 구스타프 말러가 현악 오케스트라 용으로 편곡했었다.

## 악장
이 사중주는 4악장의 형식을 따른다:  
1. Allegro con brio
2. Allegretto ma non troppo,
3. Allegro assai vivace ma serioso – Più allegro
4. Larghetto espressivo - Allegro agitato - Allegro

악장의 총 연주 시간은 20분 정도가 소요되고 있어, 베토벤이 작곡한 현악 사중주 중 가장 짧다. 

### 제1악장. 알레그로 콘 브리오
바단조, 소나타 형식, 4/4 박자.
첫 번째 악장은 베토벤의 사중주 전체 중 가장 짧은 악장으로, 작곡가의 친숙한 교향곡 5번의 유사한 악장을 능가한다. 주요 주제 영역에는 갑작스런 5음 제스처, 불길한 침묵, 울퉁불퉁한 옥타브 숫자의 세 가지 요소가 있다. 

### 제2악장. 알레그레토 마 논 트로포
라장조, 2/4 박자.
관조적인 두 번째 악장은 신비한 화성의 변화를 통해 이동하는 조밀한 대위법의 패시지가 특징이다. 

### 제3악장. 알레그로 아사이 비바체 마 세리오소 — 피우 알레그로
"바단조 — 라장조", 3/4 박자.
두 번째 악장을 멈추지 않고 따라가는 세 번째 악장은 주제별 소재를 끌어내어 서두의 불안한 분위기로 되돌아가는데, 그 중간 부분은 이상하고 극도로 우울한 행진곡이다. 이것은 아마도 작품의 제목(베토벤 자신에 의한)을 부여하게 했을 것이다.

### 제4악장. 라르게토 에스프레시보 — 알레그레토 아기타토 — 알레그로
"바단조 — 바단조 — 바장조", 론도 형식, "2/4 박자 — 6/8 박자 — 2/2 박자".
불안한 피날레는 끝날 때에 이르러 분위기가 밝아지고, 심지어 그 밝아지는 것은 단지 관습을 위해 발생하는 것처럼 보인다.